# 2004 год
2004 (две ты́сячи четвёртый) год  по григорианскому календарю — високосный год, начинающийся в четверг. Это 2004 год нашей эры, 4‑й год 1‑го десятилетия XXI века 3‑го тысячелетия, 5‑й год 2000‑х годов. Он закончился 21 год назад.
| Пн | Вт | Ср | Чт | Пт | Сб | Вс |
|    |    |    | 1  | 2  | 3  | 4  |
| 5  | 6  | 7  | 8  | 9  | 10 | 11 |
| 12 | 13 | 14 | 15 | 16 | 17 | 18 |
| 19 | 20 | 21 | 22 | 23 | 24 | 25 |
| 26 | 27 | 28 | 29 | 30 | 31 |    |

| Пн | Вт | Ср | Чт | Пт | Сб | Вс |
|    |    |    |    |    |    | 1  |
| 2  | 3  | 4  | 5  | 6  | 7  | 8  |
| 9  | 10 | 11 | 12 | 13 | 14 | 15 |
| 16 | 17 | 18 | 19 | 20 | 21 | 22 |
| 23 | 24 | 25 | 26 | 27 | 28 | 29 |

| Пн | Вт | Ср | Чт | Пт | Сб | Вс |
| 1  | 2  | 3  | 4  | 5  | 6  | 7  |
| 8  | 9  | 10 | 11 | 12 | 13 | 14 |
| 15 | 16 | 17 | 18 | 19 | 20 | 21 |
| 22 | 23 | 24 | 25 | 26 | 27 | 28 |
| 29 | 30 | 31 |    |    |    |    |

| Пн | Вт | Ср | Чт | Пт | Сб | Вс |
|    |    |    | 1  | 2  | 3  | 4  |
| 5  | 6  | 7  | 8  | 9  | 10 | 11 |
| 12 | 13 | 14 | 15 | 16 | 17 | 18 |
| 19 | 20 | 21 | 22 | 23 | 24 | 25 |
| 26 | 27 | 28 | 29 | 30 |    |    |

| Пн | Вт | Ср | Чт | Пт | Сб | Вс |
|    |    |    |    |    | 1  | 2  |
| 3  | 4  | 5  | 6  | 7  | 8  | 9  |
| 10 | 11 | 12 | 13 | 14 | 15 | 16 |
| 17 | 18 | 19 | 20 | 21 | 22 | 23 |
| 24 | 25 | 26 | 27 | 28 | 29 | 30 |
| 31 |    |    |    |    |    |    |

| Пн | Вт | Ср | Чт | Пт | Сб | Вс |
|    | 1  | 2  | 3  | 4  | 5  | 6  |
| 7  | 8  | 9  | 10 | 11 | 12 | 13 |
| 14 | 15 | 16 | 17 | 18 | 19 | 20 |
| 21 | 22 | 23 | 24 | 25 | 26 | 27 |
| 28 | 29 | 30 |    |    |    |    |

| Пн | Вт | Ср | Чт | Пт | Сб | Вс |
|    |    |    | 1  | 2  | 3  | 4  |
| 5  | 6  | 7  | 8  | 9  | 10 | 11 |
| 12 | 13 | 14 | 15 | 16 | 17 | 18 |
| 19 | 20 | 21 | 22 | 23 | 24 | 25 |
| 26 | 27 | 28 | 29 | 30 | 31 |    |

| Пн | Вт | Ср | Чт | Пт | Сб | Вс |
|    |    |    |    |    |    | 1  |
| 2  | 3  | 4  | 5  | 6  | 7  | 8  |
| 9  | 10 | 11 | 12 | 13 | 14 | 15 |
| 16 | 17 | 18 | 19 | 20 | 21 | 22 |
| 23 | 24 | 25 | 26 | 27 | 28 | 29 |
| 30 | 31 |    |    |    |    |    |

| Пн | Вт | Ср | Чт | Пт | Сб | Вс |
|    |    | 1  | 2  | 3  | 4  | 5  |
| 6  | 7  | 8  | 9  | 10 | 11 | 12 |
| 13 | 14 | 15 | 16 | 17 | 18 | 19 |
| 20 | 21 | 22 | 23 | 24 | 25 | 26 |
| 27 | 28 | 29 | 30 |    |    |    |

| Пн | Вт | Ср | Чт | Пт | Сб | Вс |
|    |    |    |    | 1  | 2  | 3  |
| 4  | 5  | 6  | 7  | 8  | 9  | 10 |
| 11 | 12 | 13 | 14 | 15 | 16 | 17 |
| 18 | 19 | 20 | 21 | 22 | 23 | 24 |
| 25 | 26 | 27 | 28 | 29 | 30 | 31 |

| Пн | Вт | Ср | Чт | Пт | Сб | Вс |
| 1  | 2  | 3  | 4  | 5  | 6  | 7  |
| 8  | 9  | 10 | 11 | 12 | 13 | 14 |
| 15 | 16 | 17 | 18 | 19 | 20 | 21 |
| 22 | 23 | 24 | 25 | 26 | 27 | 28 |
| 29 | 30 |    |    |    |    |    |

| Пн | Вт | Ср | Чт | Пт | Сб | Вс |
|    |    | 1  | 2  | 3  | 4  | 5  |
| 6  | 7  | 8  | 9  | 10 | 11 | 12 |
| 13 | 14 | 15 | 16 | 17 | 18 | 19 |
| 20 | 21 | 22 | 23 | 24 | 25 | 26 |
| 27 | 28 | 29 | 30 | 31 |    |    |

- Международный год риса (резолюция № 57/162 ООН).
- Международный год, посвящённый борьбе с рабством и его отмене (резолюция № 57/195 ООН).
- Год Российской Федерации в Республике Казахстан[1].

## События

### Январь
- 3 января — катастрофа Boeing 737 под Шарм-эш-Шейхом.
- 4 января
  - Лидер партии Единое национальное движение и бывший министр юстиции Михаил Саакашвили одержал победу на президентских выборах в Грузии.
  - Марсоход «Спирит» (MER-A) успешно спустился на поверхность Марса.
- 5—10 января — профессиональный женский теннисный турнир Uncle Tobys Hardcourts 2004.
- 5—11 января — 19-й розыгрыш ежегодного международного женского профессионального теннисного турнира ASB Classic, проводящегося ежегодно в новозеландском Окленде в рамках 4-й категории WTA Тура.
- 8 января — прошла церемония «крещения» морского суперлайнера «Queen Mary 2».
- 11 января — инцидент с поездом № 1908, в ходе которого, из-за психического расстройства машиниста, тяжёлый грузовой поезд весом 5175 тонн проехал ряд станций, несмотря на запрещающие показания светофоров. Остановили его лишь путём отключения электроэнергии.
- 13 января — Як-40 Узбекских авиалиний выполнял внутренний пассажирский рейс из Термеза, но при посадке в Ташкенте приземлился за пределами взлётно-посадочной полосы, после чего врезался в строения и разрушился, при этом погибли 37 человек. Крупнейшая авиационная катастрофа в Узбекистане с 1991 года.
- 19 января — на кинофестивале Sundance Film Festival состоялась премьера фильма ужасов «Пила: Игра на выживание».

### Февраль
- 1 февраля — во время хаджа в Мекке погиб 251 паломник[2].
- 3 февраля — состоялся VIII Всемирный Русский Народный Собор, посвящённый теме «Россия и православный мир».
- 4 февраля — начало работы крупнейшей в мире социальной сети Facebook.
- 6 февраля — в 8:32 на перегоне между станциями Автозаводская — Павелецкая в сторону центра в Московском метрополитене произошёл террористический акт, в результате которого погибли 42 человека и свыше 250 получили ранения.
- 9 февраля — в Санкт-Петербурге совершено убийство восьмилетней таджикской девочки Хуршеды Султоновой. Преступление вызвало глубокий общественный резонанс. Вся история получила в СМИ название «Убийство таджикской девочки».
- 14 февраля — обрушение крыши в московском аквапарке «Трансвааль-парк». Погибли 28 человек.
- 17 февраля — должность государственного министра Грузии переименована в должность премьер-министра Грузии. После переименования главой грузинского правительства остался Зураб Жвания.
- 18 февраля — в селе Хайям под Нишапуром (Иран) взорвался железнодорожный состав, в результате чего погибли около 300 человек, среди которых несколько крупных политиков.
- 24 февраля
  - Президент России Владимир Путин отправил в отставку правительство Михаила Касьянова. 5 марта председателем правительства был назначен Михаил Фрадков.
  - На пороге своего дома убит Питер Нильсен — швейцарский диспетчер, виновник авиакатастрофы 2002 года над Боденским озером. Убийцей был Виталий Калоев — осетин по национальности, помогавший властям при поисках жертв и обломков самолётов[3][4][5][6][7][8].
- 26 февраля — в авиакатастрофе погиб президент Македонии Борис Трайковский[9].
- 28 февраля — в ходе перестрелки с пограничниками смертельно ранен полевой командир чеченских террористов Руслан Гелаев[10].
- 29 февраля — после свержения Жан-Бертрана Аристида к присяге в качестве временного президента Гаити приведён Бонифас Александр, главный судья Верховного суда Гаити.

### Март
- 10 марта — компания Kodak подала иск в суд на Sony за нарушение патентов на цифровые камеры Kodak.
- 11 марта — серия терактов на железной дороге в Мадриде. Погибло 193 человека.
- 12 марта — Россия стала первой страной в мире, которая признала киберспорт официальным видом спорта по распоряжению главы Госкомспорта России Вячеслава Фетисова.
- 14 марта — выборы президента Российской Федерации. Победил Владимир Путин.
- 16 марта — взрыв жилого дома в Архангельске.
- 17—18 марта — Беспорядки в Косове.
- 24 марта — датский художник Марко Эваристти[англ.] нарисовал айсберг красным в Гренландии, потратив 2952 литра краски
- 25 марта — Владимир Путин подписал федеральный конституционный закон об образовании нового субъекта Российской Федерации в результате объединения Пермской области и Коми-Пермяцкого АО.
- 28 марта — в Грузии прошли новые парламентские выборы, на которых лидировала партия «Национальное движение — демократы»[11].
- 29 марта — Болгария, Румыния, Словакия, Словения, Латвия, Литва и Эстония вступили в НАТО.

### Апрель
- 1 апреля
  - Федеральным управлением авиации США была выдана самая первая в мире лицензия для осуществления полётов на орбиту — для частного управляемого космического корабля «SpaceShipOne»
  - Открылась почта Gmail от Google
- 4 апреля — начало восстания шиитов против оккупационных сил в Ираке, под руководством исламской организацией «Армия Махди». Начало первой битвы за Фаллуджу.
- 12 апреля — состоялся первый в истории матч по рашболу (Индия, город Калькутта).[источник не указан 2612 дней]
- 19 апреля — старт космического корабля Союз ТМА-4. Экипаж старта — Г. И. Падалка, Майкл Финк (США) и А. Кёйперс (Нидерланды).
- 22 апреля — в результате столкновения двух поездов и последовавшего взрыва в уезде Йончхон (КНДР) погибло не менее 150 человек.
- 25 апреля — состоялись выборы Федерального президента Австрийской Республики, победу на которых одержал кандидат от Социал-демократической партии Австрии (СПА) Хайнц Фишер.
- 30 апреля
  - Приземление корабля Союз ТМА-3. Экипаж посадки — Александр Калери, Майкл Фоул (США) и Андре Кёйперс (Нидерланды).
  - Итальянский парламент принял спорный закон о средствах массовой информации, позволяющий премьер-министру Сильвио Берлускони, крупнейшему медиа-магнату страны, контролировать 90 процентов итальянских телеканалов и приобретать в собственность новые печатные издания и радиостанции. Критики закона назвали ситуацию «концом свободы информации».
  - Сенат США утвердил запрет для властей штатов и местных администраций на налогообложение услуг по предоставлению доступа в Интернет. Как выразился один из поддержавших законопроект конгрессменов, «Интернет — это уникальное богатство и всеобщее достояние, и оно не должно подвергаться многочисленным дискриминирующим налогам».

### Май
- 1 мая — Венгрия, Кипр, Латвия, Литва, Мальта, Польша, Словакия, Словения, Чехия и Эстония вошли в состав Европейского союза.
- 2 мая — памятник советскому солдату с девочкой на руках вернулся в Трептов-парк. Осенью 2003 года памятник был разобран и увезён на реставрацию. Капитальный ремонт 40-тонной фигуры длился полгода и обошёлся немецкой казне в 1,5 млн евро.
- 5 мая — Аслан Абашидзе подал в отставку с поста главы Аджарии, а на следующий день в Батуми прибыл самолёт с руководителем Совета безопасности РФ Игорем Ивановым, который в тот же день вывез Абашидзе в Москву. Аджарский кризис завершился полным подчинением республики властям Грузии.
- 6 мая — в результате взрывов в селе Новобогдановка на Украине погибли 5 человек, повреждены здания в Новобогдановке и окрестных сёлах, было приостановлено железнодорожное и автомобильное сообщение на близлежащих трассах.
- 7 мая — Владимир Путин повторно вступил в должность президента.
- 9 мая — Вторая чеченская война: во время празднования 59-й годовщины Дня Победы в Грозном на трибуне стадиона, на котором проходил парад, сработало взрывное устройство. Согласно официальным данным, 7 человек погибли, более 50 получили ранения. В результате теракта погиб президент Чечни Ахмад Кадыров.
- 11 мая — на телеканале ТНТ стартовало самое длительное реалити-шоу «Дом-2», занесённое в книгу рекордов Гиннесса 5 марта 2011 года.
- 16 мая — первое место на 49-м международном музыкальном конкурсе «Евровидение» заняла украинская певица Руслана Лыжичко.
- 18 мая — принят Закон Республики Беларусь от 18 мая 2004 года № 288-З «О государственных наградах Республики Беларусь».
- 31 мая — впервые церемония вручения Притцкеровской премии состоялась в России, в здании Эрмитажного театра в Санкт-Петербурге. Заха Хадид стала первой женщиной-архитектором, награждённой этой премией.

### Июнь
- 4 июня
  - «Война Марвина Химейера». После длительного конфликта с компанией Mountain Park по поводу территории, на которой находилась его мастерская, оборудовал бульдозер Komatsu D 355A бронёй и разрушил 13 административных зданий.
  - Взрыв бомбы на рынке в Самаре. 10 погибших, 59 — ранено. По данным следственных органов, организатором теракта является бывший курсант Ростовского военного училища Павел Косолапов, а исполнителем преступления — житель Казахстана Еркингали Тайжанов. Последний был задержан правоохранительными органами на территории Казахстана и повесился в тюрьме[12].
- 5 июня —
  - Анастасия Мыскина, победив в Открытом чемпионате Франции по теннису, стала первой российской теннисисткой, выигравшей турнир Большого шлема.
  - В США умер 40-й президент Рональд Рейган.
- 12 июня—4 июля — чемпионат Европы по футболу, прошедший в Португалии. Победителем стала сборная Греции.
- 13 июня — выборы в Европарламент Европейского союза. Победу одержал блок консервативных партий (более 250 голосов). На втором месте блок социалистических партий (около 200 голосов). Также выбраны представители других политических групп.
- 14 июня — на островах Кораллового моря провозглашено Королевство геев и лесбиянок.
- 17 июня — сразу две исследовательские группы независимо друг от друга впервые осуществили квантовую телепортацию атомов.
- 21 июня — первый в мире частный управляемый суборбитальный космический корабль «SpaceShipOne» впервые вышел в космос.
- 21—22 июня — Вторая чеченская война: вооружённое нападение чеченских и ингушских боевиков на Ингушетию.
- 28 июня — передача власти в Ираке от Временной администрации международных оккупационных сил временному иракскому правительству.
- 29 июня — катастрофа Ми-8 в Сьерра-Леоне[13]. Погибли 24 человека.

### Июль
- 1 июля
  - Космический аппарат Кассини-Гюйгенс после 7 лет путешествия достиг системы Сатурна и приступил к исследованию колец, спутников и магнитосферы Сатурна.
  - Первое заседание Иракского Верховного Трибунала. Саддам Хусейн и 11 его ближайших соратников предстали перед судом[14].
  - В России начал вещание телеканал «Русский Иллюзион».
- 3 июля
  - 17-летняя россиянка Мария Шарапова первая из россиян выиграла турнир в Уимблдоне.
  - В Бангкоке открылась первая линия метро[15].
- 4 июля — В португальском городе Лиссабон сыгран финал чемпионата Европы по футболу между сборными Португалии и Греции. Сборная Греции победила со счётом 1:0.
- 5 июля — Австралия и Таиланд подписали соглашение о свободной торговле[16].
- 6 июля — Скончался Федеральный президент Австрии Томас Клестиль. Он не дожил ровно одного дня до сдачи полномочий своему преемнику на этом посту — избранному в апреле Хайнцу Фишеру[17].
- 8 июля
  - Хайнц Фишер приведён к присяге в качестве Федерального президента Австрийской Республики[18].
  - Мексика и Венесуэла стали ассоциированными членами Меркосур[19].
- 9 июля — в Москве убит американский журналист Пол Хлебников.
- 19 июля — взрыв на автобусной остановке в Воронеже. 1 человек погиб, 7 пострадали[20].
- 21 июля — на 17-й конференции по общей теории относительности и гравитации в Дублине, Ирландия, астрофизик Стивен Хокинг в своём докладе продемонстрировал решение проблемы исчезновения информации в чёрной дыре, почти 30 лет остававшейся нерешённой.
- 25 июля — Лэнс Армстронг выиграл Тур-де-Франс шестой раз подряд.
- 26 июля — новый взрыв в Воронеже. 1 пострадавший[20].
- 31 июля
  - Valve Software закрыла последний сервер WON.
  - Папа римский Иоанн Павел II призвал своих кардиналов и епископов во всём мире активно выступить против идеологии радикального феминизма.[21]

### Август
- Август
  - В Москве завершилась разборка гостиницы «Москва», построенной в 30-е годы XX века.
  - Поставлен на шестилетний ремонт «президентский» ракетоносец «Карелия».
- 3 августа — с базы ВВС США «Мыс Канаверал» запущен космический зонд MESSENGER.
- 5 августа
  - В Хельсинки в тринадцатый раз прошла крупнейшая в мире демопати Assembly.
  - Катастрофа Ми-8 в Тюменской области. 15 погибших[22].
- 8 августа — спецоперация израильской армии на юге сектора Газа в ходе которой военные при поддержке бронетехники и боевых вертолётов вошли в город[23].
- 11 августа — британская организация HFEA разрешила британским учёным клонировать человеческие эмбрионы для медицинских исследований, первыми в стране начали клонирование специалисты из университета Ньюкасла[24].
- 13—29 августа — летние Олимпийские игры в Афинах (Греция).
- 21 августа — Вторая чеченская война: 400 боевиков атаковали Грозный.
- 24 августа — практически одновременно, примерно в 22:56 по московскому времени, в России произошли катастрофы двух пассажирских самолётов: Ту-154Б2 авиакомпании «Сибирь», направлявшегося из аэропорта Домодедово (Москва) в Сочи (разбился в Ростовской области, погиб 51 человек), и Ту-134а авиакомпании «Волга-Авиаэкспресс», направлявшегося из аэропорта Домодедово (Москва) в Волгоград (разбился в Тульской области, погибло 42 человека). Расследованием установлено, что на обоих самолётах совершены теракты женщинами-смертницами.
- 31 августа — Теракт у станции метро «Рижская» (Москва). В ходе приведения в действие террористкой-смертницей взрывного устройства, погибли 10 человек (включая нападавшую), 51 получили ранения.

### Сентябрь
- 1 сентября — боевики захватили здание школы в городе Беслане (Северная Осетия).
- 2 сентября
  - Иракская война: ВВС США нанесли авиаудар по Эль-Фаллудже, в результате были жертвы среди мирного населения[25].
  - Международный трибунал по бывшей Югославии не разрешил экс-президенту страны Слободану Милошевичу самому защищать себя в суде и назначил двух адвокатов[26].
- 3 сентября — кровавое окончание событий в Беслане: взрыв зала с заложниками.
- 7 сентября — в Москве, Владикавказе, Сочи, Омске, Петербурге и Екатеринбурге прошли траурные митинги «Россия против террора» в память жертв трагедии в Беслане.
- 9 сентября
  - Космический зонд «Генезис» с образцами частиц солнечного ветра на борту совершил неудачную посадку.
  - Теракт у австралийского посольства в Джакарте
- 10 сентября — Кассини-Гюйгенс обнаружил новое кольцо Сатурна, шириной 300 км, оно расположено между кольцами A и F.
- 11 сентября — крушение вертолёта «Чинук» в северной части Эгейского моря, близ полуострова Халкидики. Погибли 17 человек, в том числе Патриарх Александрийский и всей Африки Пётр VII.
- 21 сентября — начало работ по строительству самого высокого в мире здания — Бурдж-Халифы.

### Октябрь
- 4 октября

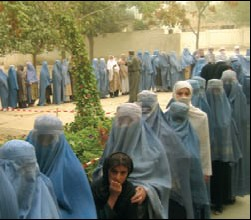
Женщины голосуют на президентских выборах в Афганистане

  - Успешно совершил второй и последний зачётный полёт первый в мире частный космический корабль «SpaceShipOne»
  - Начинается Всемирная неделя космоса, она отмечает тот вклад, который вносит космическая наука и техника в улучшение благосостояния человека.
- 6 октября — спущен на воду вертолётоносец «Мистраль», первый в одноимённой серии.
- 7 октября — террористическая атака на египетские курорты в районе Синайского полуострова. Первый взрыв прогремел в ночь на 8 октября в отеле Hilton в городе Таба. Рухнула часть стены, начался сильный пожар. Через два часа после этого происшествия в туристических комплексах в местечках Рас-эс-Сатан и Мухайамат-эт-Тарабин произошли ещё два взрыва. Четвёртое взрывное устройство сработало в курортном городе Нувейба к югу от Табы. Всего в результате атак погибли 34 человека, 171 получили ранения.
- 9 октября — в Афганистане прошли первые после свержения первого режима талибов президентские выборы. Победу одержал Хамид Карзай[27][28][29][30][31][32][33][34].
- 14 октября
  - Старт космического корабля Союз ТМА-5. Экипаж старта — С. Ш. Шарипов, Ю. Г. Шаргин и Лерой Чиао (США).
  - Президент России Владимир Путин и председатель КНР Ху Цзиньтао подписали дополнение к соглашению о российско-китайской государственной границе, согласно которому годом позже была произведена демаркация.
- 17 октября — в Белоруссии состоялся референдум, отменивший положения конституции, которые запрещали гражданину страны занимать пост президента более двух раз подряд[35].
- 20 октября
  - Первый релиз операционной системы Ubuntu.
  - Белорусская журналистка Вероника Черкасова была убита в собственной квартире в Минске. Убийца нанёс около 20 ножевых ранений. Убийство осталось нераскрытым.
  - Сусило Бамбанг Юдойоно стал новым президентом Индонезии.
- 23 октября — Бразилия отправила в космос свою первую ракету[36].
- 24 октября — приземление корабля Союз ТМА-4. Экипаж посадки — Г. И. Падалка, Ю. Г. Шаргин и Майкл Финк (США).
- 31 октября — президентские выборы на Украине. Во второй тур выборов вышли Виктор Ющенко и Виктор Янукович.

### Ноябрь
- 2 ноября
  - Президентские выборы в США: действующий президент Джордж Буш против сенатора Джона Керри. Победу одержал Джордж Буш.
  - Убит Тео ван Гог, кинорежиссёр, телепродюсер, публицист и актёр.
- 4 ноября
  - Президент России Владимир Путин подписал закон «О ратификации Киотского протокола к Рамочной конвенции ООН об изменении климата». Киотский протокол вступил в силу 16 февраля 2005 года.
  - Баррозу, Жозе Мануэль, новый председатель Еврокомиссии, огласил новый список кандидатов в еврокомиссары. Прежний список вызвал множество нареканий и был отозван.
- 10 ноября — объявлены официальные результаты первого тура президентских выборов на Украине. Победителем стал лидер оппозиции Виктор Ющенко, набравший 39,87 % голосов. Виктор Янукович получил 39,32 %.
- 11 ноября — врачи официально констатировали смерть Ясира Арафата.
- 13 ноября — в Ираке коалиционные войска захватили Фаллуджу — центр вооружённого суннитского сопротивления новым иракским властям и многонациональным силам.
- 20 ноября — с космодрома Мыс Канаверал с помощью ракеты-носителя Дельта-2 7320-10 запущена орбитальная обсерватория Swift.
- 21 ноября
  - Первая попытка второго тура выборов президента Украины: экс — премьер-министр Виктор Янукович (49 %) против Виктора Ющенко (46 %).
  - Вышла первая ревизия консоли Nintendo DS.
- 21—22 ноября — саммит организации Азиатско-Тихоокеанское экономическое сотрудничество в Сантьяго (Чили).
- 22—23 ноября — в Шарм-эш-Шейхе (Египет) прошла международная конференция по Ираку. В ней участвовали главы МИД 20 стран, а также представители нескольких международных организаций. На повестке дня — обсуждение текущей ситуации в Ираке и послевоенного обустройства этой страны.
- 22 ноября — началась «Оранжевая революция» на Украине.

### Декабрь
- 11 декабря — президент России В. Путин подписал закон, меняющий систему избрания глав субъектов Федерации. Ранее закон был принят Государственной Думой 3 декабря 2004 года и одобрен Советом Федерации 8 декабря 2004 года.
- 19 декабря — на аукцион выставлен «Юганскнефтегаз», главное нефтедобывающее подразделение «ЮКОСа», изъятое государством у осуждённого М. Ходорковского. Победила никому до тех пор не известная компания «Байкалфинансгруп», купив почти 77 % акций[37].
- 25 декабря — зонд «Гюйгенс» отделился от космического аппарата «Кассини» и отправился к Титану.
- 26 декабря
  - Крупнейшее землетрясение в Индийском океане у берегов Юго-Восточной Азии. В результате цунами погибли около 230 тысяч человек.
  - Образовавшиеся в результате данного землетрясения гигантские волны дошли до юго-западного побережья Шри-Ланки, где уничтожили находящийся близ побережья переполненный пассажирский поезд. Погибли около 1700 человек — крупнейшая железнодорожная катастрофа в истории.
  - По результатам третьего тура президентских выборов новым президентом Украины стал лидер оппозиции Виктор Ющенко.
  - Прогресс-М51 пристыковался к МКС. В случае неудачи миссии из-за нехватки запасов продовольствия пришлось бы эвакуировать экипаж станции.
- 29 декабря — президент Аргентины Нестор Киршнер подписал указ об образовании национальной нефтяной компании Enarsa.
- 31 декабря — в автокатастрофе двухэтажного туристического автобуса «Неоплан», следовавшего по маршруту Москва—Рига, погибли 9 человек.

### Без точных дат
- Каракорум вместе с обширной территорией, получившей название Культурный ландшафт долины реки Орхон, был объявлен ЮНЕСКО Объектом Всемирного наследия № 1081rev.
- Основан мировой рейтинг университетов QS[38][39]

## Родились

### Январь
- 21 января — Ингрид Александра, старшая дочь наследного принца Норвегии Хокона, внучка короля Харальда V.

### Февраль
- 24 февраля — Полина Денисова, российская актриса.
- 29 февраля — Лидия Джейкоби, американская пловчиха, олимпийская чемпионка (2020).

### Март
- 28 марта — Анна Щербакова, российская фигуристка, выступающая в одиночном катании, олимпийская чемпионка (2022), чемпионка мира (2021 год).

### Май
- 1 мая — Чарли Д’Амелио, американская интернет-знаменитость и танцовщица.

### Июнь
- 23 июня — Александра Трусова, российская фигуристка, выступающая в одиночном катании, серебряный призёр (ОИ-2022).

### Июль
- 1 июля —  Алехандро Гарначо, аргентинский футболист, игрок сборной Аргентины и клуба «Манчестер Юнайтед».

## Скончались

### Январь
- 12 января — Ольга Ладыженская, советский и российский математик, специалист в области математической физики, теоретической гидродинамики, дифференциальных уравнений, академик АН СССР, академик РАН (род. в 1922).
- 16 января — Калеви Сорса, финский государственный и политический деятель, трижды бывший премьер-министром (род. в 1930).
- 17 января — Чеслав Немен, польский композитор, аранжировщик, певец (род. в 1939).
- 25 января — Зураб Саканделидзе, советский грузинский баскетболист, Олимпийский чемпион (1976), Заслуженный мастер спорта СССР (род. в 1945).

### Февраль
- 11 февраля — Шерли Стрикленд, австралийская легкоатлетка, трёхкратная олимпийская чемпионка (1952, 1956) (род. в 1925).
- 13 февраля — Зелимхан Яндарбиев, активный участник сепаратистского движения в Чеченской Республике, террорист (род. в 1952).
- 17 февраля
  - Софья Головкина, российская советская артистка балета и балетный педагог, народная артистка СССР (род. в 1915).
  - Хосе Лопес Портильо, мексиканский политик, президент в 1976—1982 (род. в 1920).
- 21 февраля — Сергей Аверинцев, советский и российский филолог, культуролог, историк культуры, философ, литературовед, библеист, переводчик, поэт, академик РАН (род. в 1937).
- 22 февраля — Ирина Пресс, советская легкоатлетка, двукратная Олимпийская чемпионка, рекордсменка мира, заслуженный мастер спорта СССР (род. в 1939).
- 26 февраля — Борис Трайковский, македонский политик, президент в 1999—2004 (род. в 1956, погиб в должности).
- 29 февраля — Вениамин Мясников, советский и российский учёный в области гидроаэродинамики, теории пластичности, механики многофазных систем, геомеханики, математического моделирования технологических процессов, академик РАН, член Президиума РАН (род. в 1936).

### Март
- 1 марта — Нина Сазонова, советская и российская актриса театра и кино, народная артистка СССР (род. в 1917).
- 4 марта — Владимир Ларионов, российский учёный, специалист в области машиностроения, первый академик РАН из народа саха, (род. в 1938).
- 5 марта — Карлос Аросемена, эквадорский политик, президент в 1961—1963 (род. в 1919).
- 10 марта — Борислав Брондуков, советский и украинский киноактёр, снявшийся более чем в 150 фильмах (род. в 1938).
- 11 марта — Алексей Мазуренко, советский лётчик, дважды Герой Советского Союза, генерал-майор авиации (род. в 1917).
- 15 марта
  - Иван Рыжов, советский и российский актёр театра и кино, народный артист РСФСР (род. в 1913).
  - Джон Попл, британский химик-теоретик, один из основателей современной вычислительной химии, лауреат Нобелевской премии по химии (1998) (род. в 1925).
- 20 марта — Юлиана, королева Нидерландов в 1948—1980 (род. в 1909).
- 26 марта — Джен Стерлинг, американская актриса (род. в 1921).
- 28 марта
  - Робер Мерль, французский писатель, автор бестселлеров, прозванный «Дюма XX века» (род. в 1908).
  - Питер Устинов, британский актёр театра и кино, кинорежиссёр, постановщик опер и драматических спектаклей, драматург, сценарист, писатель, газетный и журнальный колумнист, теле- и радиоведущий, продюсер (род. в 1921).

### Апрель
- 4 апреля — Никита Богословский, советский и российский композитор, дирижёр, пианист, народный артист СССР (род. в 1913).
- 8 апреля — Юрий Данилин, российский военнослужащий группы Управления «А» («Альфа») ЦСН ФСБ России, майор. Герой Российской Федерации (посмертно) (погиб при исполнении обязанностей, род. в 1965).
- 13 апреля — Елизар Мальцев, русский советский писатель (род. в 1917).
- 18 апреля — Камисесе Мара, фиджийский политик, отец-основатель нации, премьер-министр в 1967—1987 и 1987—1992, президент в 1993—2000 (род. в 1920).
- 19 апреля — Джон Мейнард Смит, британский эволюционный биолог и генетик (род. в 1920).
- 21 апреля — Эдуард Асадов, русский советский поэт и прозаик (род. в 1923).
- 24 апреля — Эсте Лаудер, американская предпринимательница, основатель и первый председатель совета директоров корпорации Estée Lauder (род. в 1908).
- 29 апреля — Александр Бовин, советский и российский журналист, публицист, политолог и дипломат (род. в 1930).

### Май
- 3 мая — Владимир Теребилов, советский и российский юрист, председатель Верховного Суда СССР в 1984−1989 (род. в 1916).
- 4 мая — Борис Петровский, советский и российский хирург, учёный и клиницист, организатор здравоохранения и общественный деятель, министр здравоохранения СССР (1965—1980), академик АН СССР и АМН СССР, Герой Социалистического Труда (род. в 1908).
- 8 мая — Валентин Ежов, советский и российский кинодраматург, педагог, лауреат Ленинской премии (1961), номинант на премию «Оскар» (1960) (род. в 1921).
- 9 мая
  - Ахмат Кадыров, первый президент Чеченской Республики в составе РФ, Герой Российской Федерации (2004), (убит при исполнении, род. в 1951).
  - Перси Маршалл Янг, английский музыковед, дирижёр и композитор (род. 1912).
- 16 мая — Марика Рёкк, немецко-австрийская киноактриса, танцовщица и певица (род. в 1913).
- 17 мая — Тони Рэндалл, американский актёр, комик, продюсер и режиссёр (род. в 1920).
- 22 мая — Михаил Воронин, советский гимнаст, двукратный олимпийский чемпион 1968 года, двукратный чемпион мира, заслуженный мастер спорта СССР, заслуженный тренер СССР (род. в 1945).
- 27 мая — Умберто Аньелли, итальянский предприниматель и политический деятель (род. в 1934).

### Июнь
- 2 июня — Николай Гяуров, болгарский оперный певец (бас), Герой Социалистического Труда НРБ (род. в 1929).
- 3 июня — Суламифь Мессерер, советская балерина и балетный педагог (род. в 1908).
- 5 июня — Рональд Рейган, американский актёр и политик, 40-й президент США в 1981—1989 (род. в 1911).
- 10 июня — Рэй Чарльз, американский эстрадный певец и пианист (род. в 1930).
- 16 июня — Таном Киттикачон, таиландский военный и государственный деятель, премьер-министр в 1958 и 1963—1973 (род. в 1911).
- 24 июня — Афанасий Кочетков, советский и российский актёр (род. в 1930).

### Июль
- 1 июля — Марлон Брандо, американский актёр театра, кино и телевидения, кинорежиссёр (род. в 1924).
- 3 июля — Андриян Николаев, советский космонавт, дважды Герой Советского Союза (род. в 1929).
- 5 июля — Хью Ширер, ямайский политик, премьер-министр в 1967—1972 (род. в 1923).
- 6 июля
  - Павел Лисициан, советский, российский и армянский оперный и камерный певец (баритон), педагог, народный артист СССР (род. в 1911).
  - Томас Клестиль, президент Австрии (род. в 1932).
- 10 июля — Мария ди Лурдеш Пинтасилгу, португальский политик, премьер-министр в 1979—1980 (род. в 1930).
- 19 июля — Дзэнко Судзуки, японский государственный и политический деятель, премьер-министр в 1980—1982 (род. в 1911).
- 20 июля — Антонио Гадес, испанский актёр и хореограф, мастер фламенко (род. в 1936).
- 21 июля
  - Джерри Голдсмит, американский композитор и дирижёр, классик киномузыки (род. в 1929).
  - Эдвард Льюис, американский генетик, лауреат Нобелевской премии по физиологии или медицине (1995) (род. в 1918).
- 22 июля
  - Саша Дистель, французский певец, композитор и актёр (род. в 1933).
  - Константин Степанков, советский, украинский актёр театра и кино, педагог, народный артист СССР (род. в 1928).
- 28 июля — Фрэнсис Крик, британский молекулярный биолог, биофизик и нейробиолог, лауреат Нобелевской премии по физиологии или медицине (1962) (род. в 1916).
- 31 июля — Либер Сереньи, уругвайский политический и военный деятель, лауреат Международной Ленинской премии «За укрепление мира между народами» (род. в 1916).

### Август
- 3 августа — Анри Картье-Брессон, французский фотограф, фотохудожник, фотожурналист (род. в 1908).
- 11 августа — Вольфганг Моммзен, немецкий историк (род. в 1930).
- 12 августа — Годфри Хаунсфилд, британский инженер-электрик, лауреат Нобелевской премии по физиологии или медицине (1979) «за разработку компьютерной томографии» (род. в 1919).
- 14 августа — Чеслав Милош, польский поэт, переводчик, эссеист, лауреат Нобелевской премии по литературе (1980) (род. в 1911).
- 15 августа — Суне Бергстрём, шведский биохимик, лауреат Нобелевской премии по физиологии или медицине (1982) (род. в 1916).
- 21 августа — Виктор Авилов, советский и российский актёр театра и кино (род. в 1953).
- 23 августа — Борис Ардов, советский актёр театра и кино, режиссёр и художник-постановщик мультипликационных фильмов (род. в 1940).

### Сентябрь
- 3 сентября
  - Олег Ильин, российский военнослужащий, офицер Управления «В» («Вымпел») ЦСН ФСБ РФ, Герой Российской Федерации (посмертно) (погиб при исполнении обязанностей, род. в 1967).
  - Александр Перов, российский военнослужащий, офицер Управления «А» («Альфа») ЦСН ФСБ РФ, Герой Российской Федерации (посмертно) (погиб при исполнении обязанностей, род. в 1975).
  - Дмитрий Разумовский, российский военнослужащий, начальник отделения Управления «В» («Вымпел») ЦСН ФСБ РФ, Герой Российской Федерации (посмертно) (погиб при исполнении обязанностей, род. в 1968).
  - Андрей Туркин, российский военнослужащий, офицер Управления «В» («Вымпел») ЦСН ФСБ РФ, Герой Российской Федерации (посмертно) (погиб при исполнении обязанностей, род. в 1975).
- 9 сентября — Алексей Баркалов, советский ватерполист, двукратный Олимпийский чемпион (1972, 1980), заслуженный мастер спорта СССР, президент Федерации водного поло Украины (1997—1999) (род. в 1946).
- 13 сентября — Луис Мирамонтес, мексиканский химик (род. в 1925).
- 18 сентября — Клара Румянова, советская и российская актриса, известная по озвучиванию более 300 персонажей советских мультфильмов (род. в 1929).
- 20 сентября — Герман Титов, советский космонавт, Герой Советского Союза (род. в 1935).
- 24 сентября — Франсуаза Саган, французская писательница, драматург (род. в 1908).
- 25 сентября — Леонид Пчёлкин, советский и российский кинорежиссёр (род. в 1924).
- 28 сентября — Виктор Розов, русский советский драматург и сценарист, лауреат Государственной премии СССР (род. в 1913).

### Октябрь
- 1 октября — Александр Рогов, советский спортсмен и тренер (гребля на каноэ), Олимпийский чемпион (1976), заслуженный мастер спорта СССР, заслуженный тренер СССР (род. в 1956).
- 4 октября — Лерой Гордон Купер, американский астронавт (род. в 1927).
- 5 октября — Морис Уилкинс, американский физик и молекулярный биолог, лауреат Нобелевской премии по физиологии или медицине (1962) (род. в 1916).
- 10 октября — Кристофер Рив, американский актёр театра, кино и телевидения, режиссёр, сценарист, общественный деятель (род. в 1952).

### Ноябрь
- 2 ноября
  - Заид ибн Султан Аль Нахайян, основатель и первый президент Объединённых Арабских Эмиратов в 1971—2004, эмир Абу-Даби в 1966—2004 (умер в должности, род. в 1918).
  - Тео Ван Гог, нидерландский кинорежиссёр, продюсер, публицист и актёр (род. в 1957).
- 9 ноября — Стиг Ларссон, шведский общественный деятель, писатель и журналист (род. в 1954).
- 11 ноября — Ясир Арафат, председатель (президент) Палестинской национальной администрации, лидер движения ФАТХ и председатель исполкома Организации освобождения Палестины; лауреат Нобелевской премии мира (род. в 1929).
- 13 ноября — Карло Рустикелли, итальянский композитор (род. в 1916).
- 17 ноября
  - Александр Рагулин, советский хоккеист, трёхкратный олимпийский чемпион (1964, 1968, 1972), десятикратный чемпион мира, заслуженный мастер спорта СССР (род. в 1941).
  - Микаель Юнгберг, шведский борец греко-римского стиля, чемпион Олимпийских игр (2000) (род. в 1970).
- 19 ноября — Джон Вейн, британский фармаколог, лауреат Нобелевской премии по физиологии или медицине (1982) (род. в 1927).
- 24 ноября — Артур Хейли, канадский прозаик, автор ряда бестселлеров (род. в 1920).
- 26 ноября — Филипп де Брока, французский кинорежиссёр и актёр (род. в 1933).

### Декабрь
- 4 декабря — Владислав Старков, советский и российский журналист и медиамагнат, главный редактор газеты «Аргументы и факты» (род. в 1940).
- 8 декабря — Даймбэг Даррелл, американский рок музыкант, гитарист-виртоуз, вокалист и один из основателей грув-метал групп «Pantera» и «Damegeplan». (род. в 1966).
- 10 декабря — Раднэр Муратов, советский и российский актёр театра и кино (род. в 1928).
- 19 декабря
  - Рената Тебальди, итальянская оперная певица (сопрано) (род. в 1922).
  - Герберт Чарлз Браун, американский химик-органик, лауреат Нобелевской премии по химии (1979) (род. в 1912).
- 23 декабря — Нарасимха Рао, индийский политик, премьер-министр в 1991—1996 (род. в 1933).
- 25 декабря — Геннадий Стрекалов, советский космонавт, дважды Герой Советского Союза, заслуженный мастер спорта СССР (род. в 1940).
- 28 декабря — Сьюзен Зонтаг, американская писательница, литературный, художественный, театральный и кинокритик, философ, сценарист, режиссёр театра и кино (род. в 1933).
- 29 декабря — Джулиус Аксельрод, американский биохимик и фармаколог, лауреат Нобелевской премии по физиологии или медицине (1970) (род. в 1912).
- 30 декабря — Арти Шоу, американский джазовый кларнетист, дирижёр, композитор и писатель, один из крупнейших музыкантов «эры свинга». (род. в 1910).
- 31 декабря — Жерар Дебрё, американский экономист, лауреат Нобелевской премии по экономике (1983) (род. в 1921).

## Персоны года
Человек года по версии журнала Time — Джордж Буш-младший, президент США.

## Нобелевские премии
- Физика — Гросс Дэвид (David J. Gross), Дэвид Политцер (H. David Politzer), Фрэнк Вильчек (Frank Wilczek) — «За открытие асимптотической свободы в теории сильных взаимодействий».
- Химия — Аарон Чехановер, Аврам Гершко и Ирвин Роуз.
- Медицина и физиология — Ричард Эксел, Линда Бак.
- Экономика — Финн Кюдланд, Эдвард Прескотт.
- Литература — Эльфрида Елинек — «За музыкальные переливы голосов и отголосков в романах и пьесах, которые с экстраординарным лингвистическим усердием раскрывают абсурдность социальных клише и их порабощающей силы».
- Премия мира — Вангари Маатаи.